# Dos de Mayo (tỉnh)
Tỉnh Dos de Mayo (tiếng Tây Ban Nha: Provincia de Dos de Mayo) là một tỉnh thuộc vùng Huánuco của Peru. Tỉnh Dos de Mayo có diện tích 1388 kilômét vuông, dân số thời điểm theo điều tra dân số ngày 11 tháng 7 năm 1993 là 39806 người. Tỉnh lỵ đóng ở La Unión.